# 騒音基準適合証明書
騒音基準適合証明書（そうおんきじゅんてきごうしょうめいしょ）とは、耐空証明を受けている航空機でジェットエンジンを装備するすべての飛行機に対して、ジェットエンジンの騒音が国土交通省の基準に適合していることを証明する証明書である。

## 概要
耐空証明を受けている航空機でジェットエンジンを装備するすべての飛行機には、騒音基準適合証明を受けなければ航空の用に供してはならないと定められている。検査に合格すると運用限界が指定された騒音基準適合証明書が交付される。また騒音基準に適合しなくなったり騒音に及ぼす修理、または、改造した時には証明書の効力の停止、または、有効期限の短縮運用限界の内容の変更を受ける。また、耐空証明の有効期限が切れ失効した場合には、効力を失う。今では耐空証明への一元化に伴いこの証明書は存在しない。